# Mesa Boogie
Mesa/Boogie, conosciuta anche come Mesa Engineering, è un'azienda statunitense che progetta e produce amplificatori per chitarre e bassi avente sede a Petaluma, in California; fu fondata da Randall Smith all'inizio degli anni settanta.
Smith cominciò a modificare dei piccoli amplificatori Fender che i musicisti dell'area di San Francisco gli portavano a riparare nel piccolo negozio di strumenti musicali nel quale era impiegato.
Grazie alla fama raggiunta da alcuni degli utilizzatori dei suoi primi amplificatori (quali ad esempio Carlos Santana e i Grateful Dead) la Mesa cominciò a produrre i propri amplificatori agli inizi degli anni '70 con modelli della serie Mark. Da allora fino alla fine degli anni '80 la produzione della ditta californiana vide una progressione.
L'attuale produzione comprende modelli che vanno dal piccolo combo 5:25 alle potenti testate valvolari Rectifier e Stiletto al fianco di amplificatori dedicati per basso, pre-amplificatori e i diffusori specifici. Dal 2021 è di possesso dell'azienda Gibson.